# الكاهلة (الطويلة)

تعديل مصدري - تعديل

الكاهلة هي إحدى قرى عزلة الضلاع الاسفل بمديرية الطويلة التابعة لمحافظة المحويت، بلغ تعداد سكانها 199 نسمة حسب تعداد اليمن لعام 2004.